# Tsiigehtchic
Tsiigehtchic är ett samhälle i Kanada.   Det ligger i territoriet Northwest Territories, i den nordvästra delen av landet, 4 100 km nordväst om huvudstaden Ottawa. Tsiigehtchic ligger 7 meter över havet och antalet invånare är 172. Det ligger vid sjön Tsull Lake.
Terrängen runt Tsiigehtchic är huvudsakligen platt. Tsiigehtchic ligger nere i en dal. Trakten runt Tsiigehtchic är nära nog obefolkad, med mindre än två invånare per kvadratkilometer.. 